# Camp Jened
Camp Jened war ein Ferienlager für behinderte Menschen in New York, das zu einem Sprungbrett für die Behindertenbewegung und Independent-Living-Bewegung in den Vereinigten Staaten wurde. Viele Teilnehmende und Aufsichtspersonen (auch bekannt als „Jenedians“) wurden Behindertenrechtsaktivisten, darunter Judith Heumann, James LeBrecht und Bobbi Linn.

## Geschichte
Im Jahr 1951 wurde Camp Jened am Fuße des Hunter Mountain in den Catskill Mountains als Ferienlager für behinderte Kinder, Jugendliche und Erwachsene gegründet. Das Camp sollte für Menschen mit Behinderungen wie Poliomyelitis und Zerebralparese ein förderndes, gemeinschaftliches Umfeld schaffen; es dauerte meist vier bis acht Wochen. In den 1950er Jahren folgte das Camp einer relativ traditionellen Sommercamp-Struktur. Alan Winters fungierte als einer der ersten Leiter des Lagers. Es wurde teilweise von der Jened Foundation, einer von Eltern geführten Stiftung, die Spendenorganisationen organisierte, finanziert und unterstützt. Die Teilnehmenden wurden von College-Studierenden betreut, die für Sommerjobs rekrutiert worden waren.
In den 1960er und 1970er Jahren wurde das Camp stark von der Gegenkultur der 1960er Jahre und den Werten der Hippiebewegung beeinflusst. Mitte der 1960er Jahre kam der Sozialarbeiter Jack Birnbaum nach Camp Jened. Er hatte zuvor in einem anderen Camp für behinderte Jugendliche in Oakhurst, New Jersey, gearbeitet. Er bat Larry Allison, einen Betreuer des Camps in Oakhurst, mit ihm zu kommen und die Leitung der Einheit zu übernehmen. Birnbaum und Allison waren daran interessiert, eine Lagerkultur zu entwickeln, die unstrukturierter war als ihre bisherigen Lagererfahrungen. Später wurde Allison zum Programmdirektor ernannt. In dieser Rolle war er „ein freundlicher Langhaariger“ mit einem „trockenen […] Sinn für Humor“.
Camp Jened war ein auffallend soziales Umfeld, das einige Jenedians als utopisch empfanden. Die ehemalige Teilnehmerin Denise Jacobson beschrieb es so: „Es war so abgefahren! Aber es war eine Utopie, als wir dort waren. Es gab keine Außenwelt.“ Es gab etwa 120 Camper mit minimaler Aufsicht durch Erwachsene. Die Camper knüpften Bindungen, fernab von der Stigmatisierung, der Scham und der Isolation, die sie zu Hause oft erlebten. Manche Camper experimentierten mit Marihuana und gingen Beziehungen ein. Die betreuenden Personen schliefen in denselben Räumen wie die Camper und es wurde oft Musik gespielt. Die meisten der Teilnehmenden stammten aus New York, einige aus Kanada und anderen Teilen der Vereinigten Staaten.
Trotz seiner tiefgreifenden sozialen Wirkung hatte das Camp oft finanzielle Probleme. Allison erklärte in einem Interview, dass „Geld ein ständiger Kampf war“ und Betreuende 250 Dollar für den Sommer erhielten. Im Jahr 1977 wurde das Camp aufgrund finanzieller Schwierigkeiten geschlossen. 1980 wurde es in Rock Hill, New York, wiedereröffnet und Teil der Cerebral Palsy Associations of New York State. Im Jahr 2009 wurde das Camp erneut geschlossen.

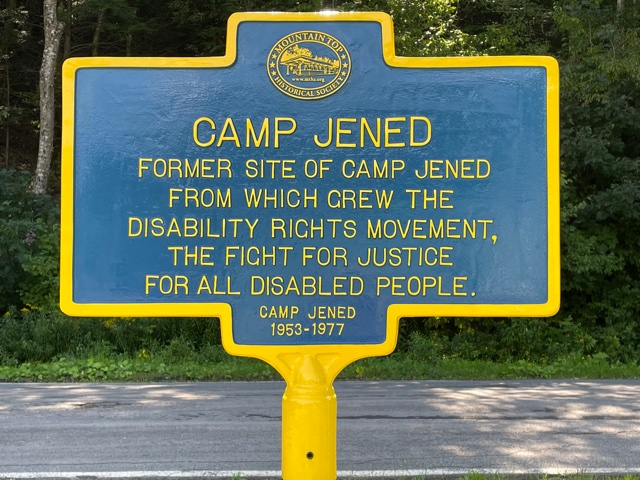
Historisches Gedenkschild für Camp Jened in Hunter, New York

## Einfluss auf den Aktivismus
Camp Jened bot ein fruchtbares Umfeld für politische und soziale Diskussionen. Judith Heumann, eine ehemalige Betreuerin des Camps, erklärte: „Im Camp Jened konnten wir uns eine Welt vorstellen, die nicht dafür ausgelegt sein musste, uns auszuschließen. Wir begannen eine gemeinsame Vision zu haben und fingen an, über Dinge wie ‚Warum sind Busse nicht barrierefrei?‘ zu sprechen.“ Der ehemalige Camper James LeBrecht erklärte: „Ich hatte das Gefühl, dass die Welt ungerecht ist. Als junger Teenager wurde mir klar ‚Wow, wir können uns tatsächlich wehren‘.“ Die Jenedians diskutierten auch die Rolle der Familie – einschließlich des Rechts behinderter Personen auf Privatsphäre (statt ständiger Einmischung der Familie) und der Auswirkung von Sexismus auf die Art und Weise, wie Eltern ihre behinderten Kinder behandelten.
Die nicht-behinderten Mitarbeitenden lernten sich intensiv mit den Problemen behinderter Menschen auseinanderzusetzen. Larry Allison sagte dazu: „Wir erkannten, dass das Problem nicht bei den behinderten Menschen lag. Das Problem lag bei Menschen, die keine Behinderung hatten. Es war unser Problem.“ Lionel Je’ Woodyard, ein schwarzer Betreuer, stellte fest: „Was auch immer für mich als schwarzer Mann an Hindernissen bestand, das Gleiche galt für Menschen im Rollstuhl.“
Diese Erfahrungen trugen dazu bei, die Jenedians zu politischem Engagement zu motivieren. 1970 verklagte Heumann die Schulbehörde wegen Diskriminierung, nachdem ihr die Zulassung als Lehrerin verweigert worden war. Sie gewann den Prozess und wurde die erste Person im Rollstuhl, die in New York City unterrichten durfte. Im selben Jahr wurde Disabled in Action von einer Gruppe gegründet, der Heumann, Bobbi Linn und andere Jenedians angehörten. Die Organisation setzte sich für die Bürgerrechte und die Sicherheit von Menschen mit Behinderung ein. Bobbi Linn erinnert sich an die Gründung von Disabled in Action: „Ich betrachte Camp Jened als das Trainingsgelände, auf dem Menschen lernten, dass sie die gleichen Rechte wie alle anderen hatten, viele der Gründungsmitglieder waren Leute aus Jened.“ In den frühen 1970er Jahren organisierte Disabled in Action Proteste, wie die Verkehrsblockade in Manhattan 1972, um gegen Richard Nixons Veto gegen das Rehabilitationsgesetz von 1972 zu protestieren. Das Gesetz hätte die Versorgung mit Dialysegeräten und die Errichtung von Zentren für Menschen mit Hör- und Sehbehinderungen sowie Rückenmarksverletzungen ermöglicht.
Mitte der 1970er Jahre schloss sich eine Gruppe von Jenedians dem Center for Independent Living in Berkeley, Kalifornien, an. Das Zentrum, das von behinderten Studierendenaktivisten der University of California, Berkeley gegründet worden war, hatte zum Ziel, die Unabhängigkeit, Würde und Autonomie behinderter Menschen zu fördern. Das Zentrum befand sich in der Nähe des Campus der UC Berkeley und bot peerbasierte Dienste an, die bei der Wohnungssuche und der Berufsausbildung halfen. Das Konzept des unabhängigen Lebens wurde zu einem Eckpfeiler der Behindertenrechtsbewegung.
Im Jahr 1977 nahmen Jenedians am 504 Sit-in in San Francisco teil, einem Sitzstreik vor dem örtlichen Ministerium für Gesundheitspflege und Soziale Dienste der Vereinigten Staaten, der sich fast über einen Monat erstreckte. Viele Organisationen beteiligten sich an dem Sit-in. Die Black Panthers sorgten für Mahlzeiten und die Heilsarmee stellte Matratzen zur Verfügung. Weitere Gruppen, die sich dem Sit-in anschlossen, waren die United Farm Workers, die Glide Memorial Church, die Gay Men’s Butterfly Brigade und die Delancey Street Foundation.
Jahrzehntelang engagierten sich die Jenedians in Aktivismus und Interessensvertretung, die in der Verabschiedung des Americans with Disabilities Act von 1990 und anderen Erfolgen endete. Judith Heumann wurde die erste Direktorin des Department on Disability Services und war als Beraterin für Behindertenrechte für das Außenministerium der Vereinigten Staaten und die World Bank Group tätig. Bobbi Linn wurde die erste Geschäftsführerin der Bronx Independent Living Services (BILS) und wurde 2019 in die New York State Disability Rights Hall of Fame aufgenommen. James LeBrecht half bei der Gründung der Disabled Student Union an der University of California, San Diego und war Co-Regisseur des Dokumentarfilms „Crip Camp - A Disability Revolution“, eine Dokumentation über Camp Jened. Der ehemalige Leiter des Camps, Larry Allison, diente als stellvertretender Direktor im Büro des New Yorker Bürgermeisters für Menschen mit Behinderung (1973–1991), setzte sich für die Verbesserung der Barrierefreiheit von Wahllokalen ein und unterrichtete Sonderpädagogik in Brooklyn.

## Darstellung in Veröffentlichungen
Im Jahr 2004 wurde Camp Jened in der Publikation New York Activists and Leaders in the Disability Rights and Independent Living Movement (New Yorker Aktivisti und führende Persönlichkeiten der Behindertenrechtsbewegung und Independent Living-Bewegung), die von den Regents der University of California herausgegeben wurde. Die dreiteilige Publikation enthielt einen mündlichen Bericht über die Geschichte der Behindertenrechtsbewegung in New York, der Teil des Disability Rights and Independent Living Movement Oral History Projekts war. Zum Camp Jened wurden Larry Allison von Denise Sherer Jacobson und Bobbi Linn von Sharon Bonney 2001 interviewt.

## Darstellung in der Popkultur
Im März 2020 wurde das Camp Jened unter Regie von James LeBrecht, einem früheren Jened-Teilnehmer, und Nicole Newnham in dem Dokumentarfilm Crip Camp dargestellt. In dem Film kommen ehemalige Camp-Mitglieder wie Judith Heumann zu Wort. Der Film zeigt auch Aufnahmen, die LeBrecht 1971 als 15-jähriger Camper gemacht hatte. Der Dokumentarfilm wurde von der Kritik hoch gelobt und erhielt mehrere Auszeichnungen, darunter den Publikumspreis beim Sundance Film Festival 2020 und den Zeno Mountain Award beim Miami Film Festival 2020.